# Cuscuta leptantha
Cuscuta leptantha är en vindeväxtart som beskrevs av Georg George Engelmann. Cuscuta leptantha ingår i släktet snärjor, och familjen vindeväxter. Inga underarter finns listade i Catalogue of Life.